# Elly Kneppelhout
Elizabeth Pieternella Kneppelhout-Kalkman (Nijmegen, 7 mei 1923 - Doetinchem, 4 december 2011) was een Nederlands kunstschilderes.

## Biografie
Kalkman volgde een opleiding aan de Academie voor Beeldende Kunsten te Arnhem, waar ze les kreeg van onder anderen Piet Landkroon. Ze schilderde portretten, landschappen en (bloem)stillevens. In 1960 trouwde ze met Cornelis Johannes Kneppelhout (1925-2017), conservator Helders Marine Museum, zoon van burgemeester Jan Kneppelhout en lid van de familie Kneppelhout. Na haar huwelijk nam ze de kunstenaarsnaam "Elly Kneppelhout" aan. Met haar man Kneppelhout kreeg ze twee kinderen.